# Berceruelo
Berceruelo és un municipi de la província de Valladolid a la comunitat autònoma de Castella i Lleó, a Espanya.

## Demografia
| 1991 | 1996 | 2001 | 2004 |
| ---- | ---- | ---- | ---- |
| 38   | 35   | 44   | 41   |